# Moschino
Moschino è una casa di moda italiana, fondata nel 1983 dallo stilista Franco Moschino.

## Storia
Nel 1983 viene presentata la prima collezione Moschino Donna a Milano, che ottiene un notevole successo, confermato l'anno seguente con una nuova collezione. Nel 1985 alla classica linea di abbigliamento femminile, ne viene affiancata una per uomo. Nel 1986 nasce Moschino Jeans e nel 1987 il primo profumo prodotto dalla casa di moda Moschino Eau de Toilette.
Nel 1988 Franco Moschino lancia sul mercato un nuovo marchio Cheap Chic Donna e Cheap Chic Uomo, rivoluzionaria linea di abbigliamento economica. Fra il 1989 ed il 1990 vengono aperte due boutique Moschino a Milano. A distanza di dieci anni, ne verrà aperta una terza a Londra.
Negli anni successivi, la casa di moda si pone in netto contrasto contro l'industria della moda internazionale. Dal 1991 i modelli Moschino smettono di sfilare in passerella, e dall'anno seguente viene lanciata una provocatoria campagna pubblicitaria, che rappresenta una presa di coscienza ecologica e morale.
Nel 1993 per celebrare i dieci anni di attività dell'azienda viene esposta una mostra fotografica a Milano, viene pubblicato il libro X anni di caos, e viene presentata una sfilata di capi storici. Nel 1994 Franco Moschino muore di un attacco di cuore, ed il suo posto di direttore creativo del marchio, viene rilevato dalla sua collaboratrice storica Rossella Jardini. L'anno seguente vengono esposte in alcune zone di Milano alcune sculture rappresentanti i simboli dell'azienda, accompagnate dalla scritta Forever (in italiano per sempre).
Nell'autunno del 1999 il marchio Moschino è stato rilevato da Aeffe (produttrice di Moschino fin dal 1983), che apre altre boutique a Capri, Taipei, Hong Kong, Berlino, Parigi, Mosca e Bombay. Dal 2000, la Moschino SpA gestisce le attività stilistiche, il coordinamento dell'immagine e della comunicazione, la supervisione della distribuzione e l'ideazione delle strategie commerciali.
Nel 2007 sigla un accordo in esclusiva con la Scienward International Holdings Limited per il franchising e la distribuzione dei propri prodotti in Cina, oltre a raggiungere accordi con la Allison per il progetto, lo sviluppo e la distribuzione della nuova collezione di occhiali Moschino Eyewear e con Gruppo Binda per la produzione e commercializzazione di orologi e gioielli delle collezioni Moschino Cheap and Chic e Love Moschino. Nel novembre di quell'anno, viene inoltre presentata in anteprima la collezione di caschi Moschino Helmets, in collaborazione con la Max Safety Fashion.
Nell'ottobre 2008 Moschino raggiunge l'intesa con Altana per la creazione, sviluppo e distribuzione delle collezioni Moschino Teen, Moschino Kid e Moschino Baby. Il 25 febbraio 2010, viene inaugurato a Milano l'hotel Maison Moschino, nella palazzina che fu la sede della prima stazione ferroviaria del capoluogo lombardo.
Ad aprile 2010 si tiene al GUM di Mosca Inside Moschino, una retrospettiva sul marchio italiano dalla fondazione ai giorni nostri.
Nel 2013 Moschino festeggia trent'anni. A settembre lancia una collezione limitata di accessori in edizione limitata con tutti i simboli della maison e i suoi colori. Addobba le vetrine delle sue boutique a festa, con un'enorme torta e trenta candeline ciascuna delle quali indossa un capo del marchio. Il 21 settembre sfila a Milano e festeggia il suo trentesimo compleanno con la collezione Primavera/Estate 2014, portando in scena ottanta abiti caratterizzati dallo stile inconfondibile di Moschino e alcuni pezzi d'archivio.
Il 28 ottobre 2013 la direzione creativa del brand viene affidata a Jeremy Scott, designer americano, classe 1975. La prima collezione Moschino dell'era Jeremy Scott è ispirata al fast food e a personaggi dei cartoon come Spongebob. Una speciale collezione limitata viene messi in vendita on-line pochi minuti dopo la sfilata milanese.
Nel gennaio del 2015 apre il primo flagship store a Los Angeles, nello stesso mese Jeremy Scott viene insignito del premio "Womenswear Designer of the Year", mentre a giugno inaugura una nuova boutique a Milano in Piazza Gae Aulenti, nell'area di Porta Nuova, e a luglio una a Soho, a New York. A novembre Moschino e Barbie annunciano la collaborazione per la realizzazione di due bambole da collezione e una collezione limitata di abiti ready-to-wear. Il mese successivo, in partnership con Nintendo, viene lanciato il progetto speciale "Super Moschino" per celebrare i 30 anni del popolare personaggio Mario della serie Super Mario Bros. La collezione include abiti e accessori caratterizzati dalla grafica dei videogiochi.
Il primo progetto importante del 2016 riguarda un'altra collaborazione, questa volta con Cartoon Network, per il lancio di una collezione ispirata alle Powerpuff Girls.
In seguito al ritiro di Jeremy Scott dal ruolo di direttore creativo nel marzo del 2023, dopo 10 anni di collaborazione con il marchio italiano, il 16 ottobre dello stesso anno Aeffe annuncia la nomina del successore, Davide Renne; tuttavia, lo stilista è morto improvvisamente il 10 novembre seguente. Così, il 30 gennaio 2024 viene annunciata la nomina del nuovo direttore creativo di Moschino, l'argentino Adrian Appiolaza, il quale ha debuttato nel ruolo il mese successivo, durante la settimana della moda di Milano.

## Marchi Moschino
- Moschino Couture! (dal 1983)
- Moschino Jeans (dal 1986 al 2009)
- Moschino Cheap and Chic (dal 1988 al 2015)
- Nature Friendly Garment by Moschino (dal 1994)
- Friends Men Moschino (dal 2005)
- Moschino Funny (dal 2006)
- Love Moschino (dal 2009)
- Boutique Moschino[18] (dal 2015 al 2023)
- Mo5ch1no Jeans (dal 2023)

## Profumi Moschino
- Moschino, profumo da donna lanciato nel 1987
- Pour Homme, profumo da uomo, lanciato nel 1990
- Cheap and Chic, profumo da donna, lanciato nel 1995
- Oh! De Moschino, profumo da uomo, lanciato nel 1996
- Uomo?, profumo da uomo, lanciato nel 1998
- L'Eau Cheap and Chic, profumo da donna, lanciato nel 2001
- Couture!, profumo da donna, lanciato nel 2004
- I Love Love, profumo da donna, lanciato nel 2005
- Hippy Fizz, profumo da donna, lanciato nel 2006
- Friends Men, profumo da uomo, lanciato nel 2006
- Funny!, profumo da donna, lanciato nel 2007
- Glamour, profumo da donna, lanciato nel 2008
- Moschino Forever, profumo da uomo, lanciato nel 2011
- Pink Bouquet, profumo da donna, lanciato nel 2012
- Toy, profumo unisex lanciato nel 2014
- Fresh, profumo da donna, lanciato nel 2015
- Toy 2, profumo da donna lanciato nel 2018

## Apparizioni
Nel 1986 il duo musicale italodisco Fun Fun indossa una coppia di 'heart' t-shirt della maison, all'interno del videoclip della canzone Baila Bolero.